# サウル・アルバレス 対 セルゲイ・コバレフ戦
サウル・アルバレス 対 セルゲイ・コバレフ戦（サウル・アルバレス たい セルゲイ・コバレフせん）は、2019年11月2日、アメリカ合衆国ラスベガスのMGMグランド・ガーデン・アリーナで開催されたプロボクシングの試合。WBO世界ライトヘビー級王者のコバレフに、WBA世界ミドル級スーパー王者及びWBC世界ミドル級フランチャイズ王者、更にWBA世界スーパーミドル級レギュラー王者でもあるアルバレスが挑戦者として挑む試合となった。

## 試合までの経緯

### コバレフのライトヘビー級での戦い
2013年8月17日、カーディフのモーターポイント・アリーナ・カーディフで、コバレフがWBO世界ライトヘビー級王者のネイサン・クレバリーと対戦し、4回29秒TKO勝ちを収め王座獲得に成功した。
2013年11月30日、カナダ・ケベック・シティのコリシー・ペプシでコバレフがWBO世界ライトヘビー級15位でNABF北米ライトヘビー級王者のイスマエル・シラクと対戦し、2回52秒KO勝ちを収め、初防衛に成功した。
2014年3月29日、ニュージャージー州アトランティックシティのボードウォーク・ホール・ダンスホールで、コバレフがUSBA全米ライトヘビー級王者でWBO世界ライトヘビー級15位のセドリック・アグニューと対戦し、7回58秒KO勝ちを収め、2度目の防衛に成功した。
2014年8月2日、アトランティックシティのレベル・アトランティックシティで、コバレフが元IBO世界ライトヘビー級王者でWBO世界ライトヘビー級10位のブレイク・キャパレロと対戦し、2回1分47秒TKO勝ちを収め、3度目の防衛に成功した。
2014年11月8日、ボードウォーク・ホールで、コバレフがWBAスーパー・IBF世界ライトヘビー級王者のバーナード・ホプキンスと王座統一戦を行い、12回3-0（2者が120-107、120-106）の判定勝ちを収め王座統一に成功、WBA・IBF王座の獲得、WBO王座の4度目の防衛に成功した。コバレフはこの試合で50万ドル（5000万円）のファイトマネーを稼いだ。
2015年3月14日、モントリオールのベル・センターで、コバレフが元WBC世界ライトヘビー級王者でWBO世界ライトヘビー級1位のジャン・パスカルと対戦し、8回1分3秒TKO勝ちを収めWBA・IBF王座の初防衛に成功し、WBO王座の5度目の防衛にも成功した。なお、WBCはこの試合の勝者にWBC世界ライトヘビー級ダイヤモンド王座を与えると通知していた為、勝者のコバレフにはWBC世界ライトヘビー級ダイヤモンド王座が贈られた。このことに対して、WBOのフランシスコ・バルカルセル会長は一つの団体が一階級に多数の王者を認めることで、ファンは混乱するし世界王者の価値を損なう事にもなると批判の声を上げた。
2015年7月25日、マンダレイ・ベイ・イベント・センターで、コバレフがWBA世界ライトヘビー級2位でIBF世界ライトヘビー級1位のナジブ・モハメディと対戦し、3回2分38秒KO勝ちを収めWBA・IBF王座は2度目、WBO王座は6度目の防衛に成功した。
2016年1月30日、カナダのモントリオールのベル・センターで、コバレフがWBO世界ライトヘビー級3位で元WBC世界ライトヘビー級王者のジャン・パスカルと再戦し、4回と5回にストップ寸前まで追い詰め、十分に痛めつけて7回終了時棄権によるTKO勝ちを収めWBA・IBF王座は3度目、WBO王座は7度目の防衛に成功した。
2016年7月11日、エカテリンブルクのDIVSで、コバレフがWBA世界ライトヘビー級12位でWBO世界ライトヘビー級11位で元IBO世界スーパーミドル級王者のアイザック・チレンバと対戦し、12回3-0（117-110、116-111、118-109）の判定勝ちを収めWBA・IBF王座は4度目、WBO王座は8度目の防衛に成功した。
2016年11月19日、T-モバイル・アリーナで、コバレフがWBA世界ライトヘビー級2位でIBF世界ライトヘビー級1位でWBO世界ライトヘビー級1位で元WBAスーパー・WBC世界スーパーミドル級王者のアンドレ・ウォードと対戦し、プロ初黒星となる12回0-3（3者共113-114）の判定負けを喫しWBA・IBF王座の5度目、WBO王座の9度目の防衛に失敗、王座から陥落した。
2017年6月17日、マンダレイ・ベイ・イベント・センターで、コバレフがWBAスーパー・IBF・WBO世界ライトヘビー級王者のアンドレ・ウォードと再戦し、8回2分29秒TKO負けを喫しWBAスーパー王座、IBF王座並びにWBO王座への返り咲きに失敗した。
2017年11月25日、ニューヨークのマディソン・スクエア・ガーデン・シアターで、コバレフがアンドレ・ウォードの引退に伴いWBO世界ライトヘビー級10位のビャチェスラフ・シャブランスキーとWBO世界ライトヘビー級王座決定戦を行い、2回2分36秒TKO勝ちを収め王座返り咲き、IBA王座とEBP（ユーラシアボクシング会議）王座を獲得した。
2018年3月3日、マディソン・スクエア・ガーデン・シアターで、コバレフがIBO世界ライトヘビー級王者でWBO世界ライトヘビー級4位のイゴール・ミカルキンと対戦し、7回2分25秒TKO勝ちを収めWBO王座とEBP王座の初防衛に成功した。
2018年8月4日、アトランティックシティのハード・ロック・ホテル＆カジノ・アトランティックシティ内エテズス・アリーナにて、コバレフがWBO世界ライトヘビー級8位のエレイデル・アルバレスと対戦し、7回2分45秒KO負けで王座防衛に失敗、王座から陥落した。
2019年2月2日、テキサス州フリスコのザ・フォードセンター・アット・ザ・スターで、コバレフがWBO世界ライトヘビー級王者のエレイデル・アルバレスとダイレクトリマッチで対戦し、12回判定勝ちを収め、王座獲得に成功した。
2019年8月24日、ロシア・チェリャビンスクのトラクター・スポーツ・パレスで、コバレフが指名挑戦者1位のアンソニー・ヤードと対戦し、11回2分4秒TKO勝ちを収め初防衛に成功した。

### 対戦決定後の概要から試合まで
2019年9月13日、ゴールデンボーイ・プロモーションズは、世界ミドル級王座及びスーパーミドル級王座を保持するアルバレスが、コバレフへ挑戦することを明らかにした。アルバレスは「ボクシングの歴史に残る偉大なファイトを続けるためにこの試合を計画した。コバレフは危険なパンチャーでより大きい。しかしこのようなリスクに挑戦することを私は好む」との声明を発表し、コバレフも「ベストになるためにはベストの選手をやっつけなければならない。私はこの階級で常に最もタフな相手と戦おうとしてきたが、多くの選手が私との対戦を避けた。カネロは私と戦いたいという。私は11月2日に向けて準備を進める」とコメントした。
2019年9月18日、ロサンゼルスのダウンタウンにあるユニオン・ステーションで、プレゼンテーションが行われた。アルバレスは「この試合はタイトルを獲得することが重要になる。4階級目のタイトルで3階級（ミドル級、スーパーミドル級、ライトヘビー級）同時制覇が目標。スパーリングは（コバレフと同じ）体重、スタイル、身長を持つ相手を呼んでまず体格に慣れることから始めたい」と準備段階の重要性を強調し、「当然アドバンテージは彼にある。フィジカルが違う。でも自分のスキルを生かして戦えば勝てる。そのタイプのウエート設定は重要ではない。体重が増せばそれだけ耐久性もパンチもいっしょについて来るから」と語り、試合はキャッチウェイトではなくライトヘビー級リミット175ポンドの試合であることをアピールした。一方コバレフは「最後に連絡をもらった時「カネロとやるか？聞かれ、「イエス、私は準備オーケー」と返事した」と語り、「11月2日までかなり近いけど、前戦から3週間休んでトレーニングを開始した。これは自分のキャリア最大の挑戦になる」と意気込みを見せた。またゴールデンボーイ・プロモーションズは、アンダーカードでライアン・ガルシアが出場することを発表した。
2019年10月22日、カリフォルニア州オックスナードで、コバレフがメディア向けにトレーニングを行った。コバレフは「カネロはこの試合で失うものがない。でも私はタイトルを守らなければならない。私のキャリアで最大のファイトになる。私はこのような状況に置かれたことはなかった。それはミドル級から上がってくる選手の挑戦を受けること。ライトヘビー級でカネロはよりストロングになるだろう」とコメントし、「トレーナーのバディ・マクガートとのキャンプは順調。前回の試合から短い休みしか取れなかったけど逆にそれがよかった。この試合は非常に興味深いものとなる。私自身も待ちきれない」と好調さをアピールした。
2019年10月23日、カリフォルニア州サンディエゴで、アルバレスメディア向けに練習を行った。アルバレスはスパーリングパートナーはヘビー級とライトヘビー級選手。今175ポンド（ライトヘビー級）に慣れようと努めている。コバレフはリーチが長いけど（今まで対戦した）チャベス・ジュニアやジェイコブスぐらいの体格ではないだろうか」とコメントし、更に「コバレフはライトヘビー級でナンバーワンだと思うけど、世界チャンピオン級との対戦が少ない。私ほどのレベルの相手と対戦していない」とアピールし、「ミドル級へ戻る可能性もある。175ポンドでやっていけるかどうかは今回の試合次第」と今後に関して明かした。
2019年10月29日、アルバレスとコバレフが試合会場となるラスベガスに到着。アルバレスは「4階級制覇がかかる私にとって重要な試合。今までとウエート、トレーニングなどすべてが違う。その成果を披露するために11月2日が待ちきれない」と意欲を高め、コバレフは「カネロは本当のファイターだけど、これは私の階級。プロデビューから私はこのウエートで戦っている。土曜日はファンを悲しませたいと思っている。ブーイングは大いに歓迎。試合の後みんな私にサインを求めてくるだろう」とコメントした。
2019年11月1日、前日軽量が行われ、アルバレスは79.1kgで一発クリア、コバレフは4度目の計量でリミットの79.3kgでパスした。
2019年11月2日、MGMグランド・ガーデン・アリーナで行われたWBO世界ライトヘビー級タイトルマッチに於いて、アルバレスが1回2分15秒TKO勝ちを収め4階級制覇を達成した。試合当日朝の時点の体重がライトヘビー級の規定体重の79.3kgから4.53kg以内（185ポンド以内）の増量制限の契約が交わされていたが両者ともにクリアして試合が行われた。尚、DAZNの判断により加入者獲得のため、同時間帯に行われていたUFC 244のメインイベントが終了するまで、アルバレスとコバレフが共にグローブとトランクスを着けた状態で試合開始まで1時間30分以上、東部時間の深夜1時過ぎまで待たされるとういう事態が起きたが、アルバレスはDAZNのこの判断に不満を示し、今後は自身の試合開始が遅れるようなことは受け入れないとコメントした。

## 対戦カード
^Note 1 WBO世界ライトヘビー級タイトルマッチ
^Note 2 NABO北米ライト級タイトルマッチ、WBC世界ライト級シルバー王座決定戦

## 採点表
| 王座：WBO世界ライトヘビー級タイトルマッチ | 王座：WBO世界ライトヘビー級タイトルマッチ | 王座：WBO世界ライトヘビー級タイトルマッチ | 王座：WBO世界ライトヘビー級タイトルマッチ | 王座：WBO世界ライトヘビー級タイトルマッチ |                                                           | 主審：ラッセル・モーラ                                    | 主審：ラッセル・モーラ                                    | 主審：ラッセル・モーラ                                    | 主審：ラッセル・モーラ                                    | 主審：ラッセル・モーラ                                            |                                                                   | 立会人：フランシスコ・バルカルセル（WBO:プエルトリコ,WBO会長）    | 立会人：フランシスコ・バルカルセル（WBO:プエルトリコ,WBO会長）    | 立会人：フランシスコ・バルカルセル（WBO:プエルトリコ,WBO会長）    | 立会人：フランシスコ・バルカルセル（WBO:プエルトリコ,WBO会長） | 立会人：フランシスコ・バルカルセル（WBO:プエルトリコ,WBO会長） |
| 開催日：2019年11月2日                     | 開催日：2019年11月2日                     | 開催日：2019年11月2日                     | 開催日：2019年11月2日                     | 開催日：2019年11月2日                     | 会場：ネバダ州ラスベガス・MGMグランド・ガーデン・アリーナ | 会場：ネバダ州ラスベガス・MGMグランド・ガーデン・アリーナ | 会場：ネバダ州ラスベガス・MGMグランド・ガーデン・アリーナ | 会場：ネバダ州ラスベガス・MGMグランド・ガーデン・アリーナ | 会場：ネバダ州ラスベガス・MGMグランド・ガーデン・アリーナ | 主催：ゴールデンボーイ・プロモーションズ カネロ・プロモーションズ | 主催：ゴールデンボーイ・プロモーションズ カネロ・プロモーションズ | 主催：ゴールデンボーイ・プロモーションズ カネロ・プロモーションズ | 主催：ゴールデンボーイ・プロモーションズ カネロ・プロモーションズ | 主催：ゴールデンボーイ・プロモーションズ カネロ・プロモーションズ |                                                                |                                                                |
| サウル・アルバレス                        | サウル・アルバレス                        | 対                                        | セルゲイ・コバレフ                        | セルゲイ・コバレフ                        | サウル・アルバレス                                        | サウル・アルバレス                                        | 対                                                        | セルゲイ・コバレフ                                        | セルゲイ・コバレフ                                        | サウル・アルバレス                                                | サウル・アルバレス                                                | 対                                                                | セルゲイ・コバレフ                                                | セルゲイ・コバレフ                                                |                                                                |                                                                |
| RS                                        | TS                                        | 回                                        | TS                                        | RS                                        | RS                                                        | TS                                                        | 回                                                        | TS                                                        | RS                                                        | RS                                                                | TS                                                                | 回                                                                | TS                                                                | RS                                                                |                                                                |                                                                |
| 10                                        |                                           | 1                                         |                                           | 9                                         |                                                           | 9                                                         |                                                           | 1                                                         |                                                           | 10                                                                |                                                                   | 9                                                                 |                                                                   | 1                                                                 |                                                                | 10                                                             |
| 10                                        | 20                                        | 2                                         | 18                                        | 9                                         | 10                                                        | 19                                                        | 2                                                         | 19                                                        | 9                                                         | 9                                                                 | 18                                                                | 2                                                                 | 20                                                                | 10                                                                |                                                                |                                                                |
| 9                                         | 29                                        | 3                                         | 28                                        | 10                                        | 9                                                         | 28                                                        | 3                                                         | 29                                                        | 10                                                        | 9                                                                 | 27                                                                | 3                                                                 | 30                                                                | 10                                                                |                                                                |                                                                |
| 10                                        | 39                                        | 4                                         | 37                                        | 9                                         | 10                                                        | 38                                                        | 4                                                         | 38                                                        | 9                                                         | 10                                                                | 37                                                                | 4                                                                 | 39                                                                | 9                                                                 |                                                                |                                                                |
| 10                                        | 49                                        | 5                                         | 46                                        | 9                                         | 10                                                        | 48                                                        | 5                                                         | 47                                                        | 9                                                         | 10                                                                | 47                                                                | 5                                                                 | 48                                                                | 9                                                                 |                                                                |                                                                |
| 10                                        | 59                                        | 6                                         | 55                                        | 9                                         | 10                                                        | 58                                                        | 6                                                         | 56                                                        | 9                                                         | 10                                                                | 57                                                                | 6                                                                 | 57                                                                | 9                                                                 |                                                                |                                                                |
| 10                                        | 69                                        | 7                                         | 64                                        | 9                                         | 10                                                        | 68                                                        | 7                                                         | 65                                                        | 9                                                         | 10                                                                | 67                                                                | 7                                                                 | 66                                                                | 9                                                                 |                                                                |                                                                |
| 9                                         | 78                                        | 8                                         | 74                                        | 10                                        | 9                                                         | 77                                                        | 8                                                         | 75                                                        | 10                                                        | 9                                                                 | 76                                                                | 8                                                                 | 76                                                                | 10                                                                |                                                                |                                                                |
| 9                                         | 87                                        | 9                                         | 84                                        | 10                                        | 10                                                        | 87                                                        | 9                                                         | 84                                                        | 9                                                         | 9                                                                 | 85                                                                | 9                                                                 | 86                                                                | 10                                                                |                                                                |                                                                |
| 9                                         | 96                                        | 10                                        | 94                                        | 10                                        | 9                                                         | 96                                                        | 10                                                        | 94                                                        | 10                                                        | 10                                                                | 95                                                                | 10                                                                | 95                                                                | 9                                                                 |                                                                |                                                                |
| 計                                        |                                           | –                                         |                                           | 計                                        |                                                           | 計                                                        |                                                           | –                                                         |                                                           | 計                                                                |                                                                   | 計                                                                |                                                                   | –                                                                 |                                                                | 計                                                             |
| 副審：デーブ・モレッティー                | 副審：デーブ・モレッティー                | 副審：デーブ・モレッティー                | 副審：デーブ・モレッティー                | 副審：デーブ・モレッティー                | 副審：ジュリー・レーダーマン                              | 副審：ジュリー・レーダーマン                              | 副審：ジュリー・レーダーマン                              | 副審：ジュリー・レーダーマン                              | 副審：ジュリー・レーダーマン                              | 副審：ドン・トレラ                                                | 副審：ドン・トレラ                                                | 副審：ドン・トレラ                                                | 副審：ドン・トレラ                                                | 副審：ドン・トレラ                                                |                                                                |                                                                |
| 処分：無し                                | 処分：無し                                | 処分：無し                                | 処分：無し                                | 処分：無し                                | 減点：無し                                                | 減点：無し                                                | 減点：無し                                                | 減点：無し                                                | 減点：無し                                                | 結果：アルバレスの11回2分15秒TKO勝利                              | 結果：アルバレスの11回2分15秒TKO勝利                              | 結果：アルバレスの11回2分15秒TKO勝利                              | 結果：アルバレスの11回2分15秒TKO勝利                              | 結果：アルバレスの11回2分15秒TKO勝利                              |                                                                |                                                                |